# Geboorde tunnel

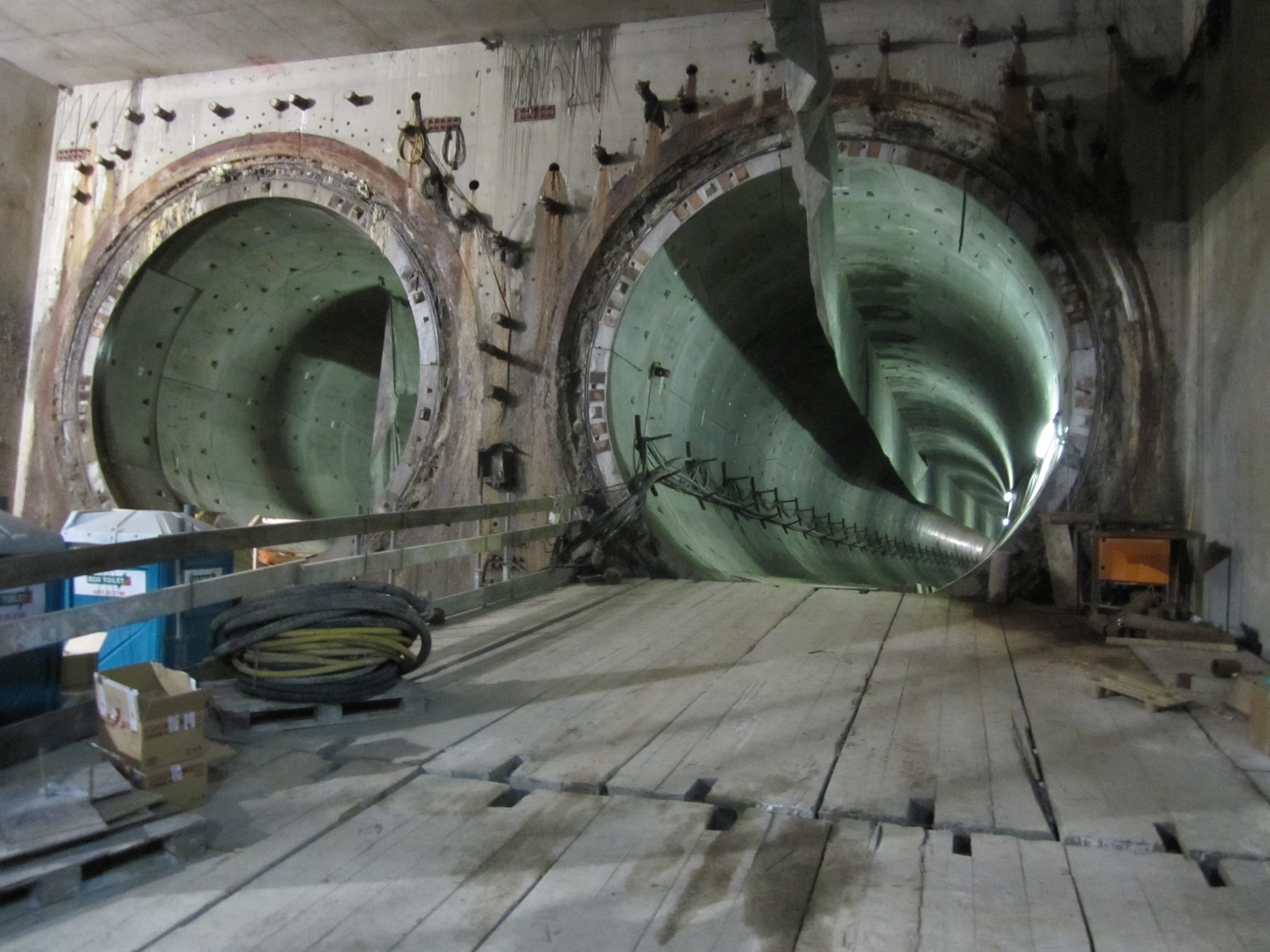
Begin van beide boortunnels van de Noord/Zuidlijn (Amsterdam) onder het Damrak (2011)

Een geboorde tunnel is een tunnel die gebouwd wordt door met een tunnelboormachine grond weg te graven.

## Geschiedenis
In veel Europese landen bestaan reeds lang geboorde tunnels, deze werden vaak gebouwd in harde, rotsachtige grond. Op plaatsen met een zachte bodemgesteldheid had het bouwen van een open of afgezonken tunnel lang de voorkeur. De boortechnologie evolueerde sinds de tweede helft van de jaren negentig snel, zowel qua boordiameter als qua technologie en is daardoor aanzienlijk goedkoper geworden. De hinder die conventionele open tunnelbouw met zich meebrengt in een bebouwde omgeving heeft de vraag naar geboorde tunnels doen toenemen, ook op plaatsen waar men te maken heeft met zachte grondsoorten zoals zand en klei en veen.

## Techniek
In het voorste deel van de tunnelboormachine wordt de grond weggegraven. Achter de boor worden in een continu proces vijzels geplaatst en verplaatst. Gelijktijdig worden ook tunnelelementen aangebracht die samen telkens een complete ring vormen.
De tussenruimte tussen de grondlaag en de tunnelwand wordt intussen gevuld met grout. Deze groutlaag vermijdt het wegzakken van de grond. De uitgeharde groutlaag vormt tevens een funderingsbed voor de tunnel.
De minimale boogstraal van geboorde tunnels is ca. 400 meter en wordt bepaald door de lengte van de tunnelboormachine en de lengte van de geprefabriceerde tunnelelementen. Met bijzondere tunnelboormachines zijn ook boogstralen van ca. 180 meter mogelijk. De minimale diepte van de boortunnels is ongeveer eenmaal de diameter van de tunnel. Door het opstorten van beton boven het tunneltracé kan ook de vereiste tunneldiepte verkleind worden.
Met deze tunnelboortechniek kon in 2005 per dag reeds 40 meter tunnel gebouwd worden. In 2007 bedroeg de grootste boordiameter ter wereld ca. 16 meter.

## Aanlegmethoden
Er worden verschillende aanlegmethoden toegepast.

### Aanleg zonder stalen cilinder
- New Austrian Tunnelling Method (NATM)
- luchtdruk (overdruk)

### Tunnelmethoden met een stalen cilinder en een ongesteund front
Deze manier van boren kan worden toegepast in grondsoorten die waterdicht zijn, en die een 'stand up time' hebben die lang genoeg is. Voorbeelden hiervan zijn London Clay, Ieperse klei en Boomse klei.
- handschild
- mechanisch ontgraven
- boorkop met tanden of spaakwielen

### Tunnelmethoden met een stalen cilinder en een gesteund front
Deze methode wordt gebruikt in grondsoorten waarin grondwater stroomt of grondsoorten die snel vloeien of bezwijken.
- verdringingsschild
- luchtdrukschild
- Earth Pressure Balance Shield (EPB-schild)
- vloeistofschild
- MIX-schild
- en dan zijn er nog andere boormethodes

## Geboorde tunnels

### Nederland
- 2e Heinenoordtunnel - opening 1999;
- Westerscheldetunnel - opening 2003;
- Groene Harttunnel (HSL-Zuid) - opening 2007;
- Botlekspoortunnel - opening 2007;
- Sophiaspoortunnel (gedeeltelijk geboord) - opening 2007;
- Tunnel Pannerdensch Kanaal - opening 2007;
- Hubertustunnel - opening 2008;
- Statenwegtracé (RandstadRail) - opening 2010;
- Sluiskiltunnel - opening 2015;
- Noord/Zuidlijn (Amsterdam) - opening 2018;
- Victory Boogie Woogietunnel in Rotterdamsebaan - opening 2020;[1]
- Corbulotunnel (RijnlandRoute) - opening 2023.[2]

#### Amsterdam
In de jaren zeventig en tachtig waren er grote demonstraties en oproer in de Nieuwmarktbuurt tegen de aanleg van de eerste metrobuis. De aanleg gebeurde met een opensleufmethode. Die hield in dat er een sleuf werd gegraven waarin de tunnel werd gebouwd, waarna deze weer werd afgedekt. Met deze methode moesten hele huizenblokken wijken terwijl er een tekort aan woningen was.
De Noord/Zuidlijn laat zien dat er toentertijd lessen zijn geleerd, het gemeentebestuur had beloofd om nooit meer op deze wijze een metrolijn dwars door de stad aan te leggen. De Noord/Zuidlijn wordt daarom geboord onder het oude stadscentrum door, met een zo klein mogelijke overlast voor de omgeving. De enige plekken waar bouwactiviteiten te zien zijn zijn bij de startschacht, de stations en de ontvangstschacht.

### Vlaanderen
- Sint-Annatunnel - opening 1933
- Waaslandtunnel - opening 1933
- Noord-Zuidverbinding (Antwerpen) - opening 2007;
- Antigoontunnel - opening 2014.

### Overige landen
- Tunnels voor de Elizabeth Line (Londen) - opening 2019.